# Kollektivschuld
Kollektivschuld bedeutet, dass die Schuld für eine Tat nicht dem einzelnen Täter (oder Tätern) angelastet wird, sondern einem Kollektiv, allen Angehörigen seiner Gruppe, z. B. seiner Familie, seines Volkes oder seiner Organisation. Das beinhaltet folglich auch Menschen, die selbst nicht an der Tat beteiligt waren. Das Strafrecht moderner Demokratien geht grundsätzlich von einer individuellen Verantwortlichkeit aus, so dass Kollektivschuld juristisch nicht relevant ist. Artikel 33 Genfer Abkommen IV bestimmt, dass keine Person für ein Verbrechen verurteilt werden darf, das sie nicht persönlich begangen hat. Eine Kollektivstrafe setzt Kollektivschuld voraus. Nach Art. 87 Abs. 3 Genfer Abkommen III und Artikel 33 Genfer Abkommen IV zählen Kollektivstrafen zu den Kriegsverbrechen.
Der Begriff der Kollektivschuld bezieht sich beispielsweise auf die (tatsächliche oder angebliche) Behauptung einer Kollektivschuld aller Männer an der Geschlechterdiskriminierung, aller Deutschen an den Verbrechen des Nationalsozialismus, aller weißen Australier an den Verletzungen der Menschenrechte der Aborigines oder aller WASPs („Weiße angelsächsische Protestanten“) in den USA am Rassismus in den Vereinigten Staaten.
Im deutschen Kontext werden die Begriffe „Kollektivschuld“ und „Kollektivschuldthese“ in der Regel im Kontext der NS-Vergangenheit verwendet. Dies geschieht beispielsweise von progressiven Kräften, um Stereotypisierungen zu vermeiden und ein differenziertes, ganzheitliches Bild zu erhalten. Diese Begriffe finden jedoch auch als politische Schlagwörter rechter und rechtsextremer Gruppen Verwendung.

## Kollektivhaftung
Im Unterschied zur Kollektivschuld gibt es den juristischen Begriff der Kollektivhaftung, die dem Mitglied einer Gruppe die Haftung für die Schäden auferlegt, welche Organe der Gesamtheit durch ihr Handeln verursacht haben. Mit Kollektivhaftung wird z. B. im Völkerrecht die Haftung eines Staates für Schäden völkerrechtswidrigen Handelns seiner Organe begründet. Hierher gehört auch die Verpflichtung zu Reparationszahlungen eines im Krieg unterlegenen Gegners, der den älteren völkerrechtlichen Anspruch auf Tributzahlungen abgelöst hat. Als problematisch gilt eine kollektive Zuweisung von Schadensersatzpflichten gegen Staaten, weil sie letztlich in den Staatsbürgern natürliche Personen wirtschaftlich schädigen, die sich ihre Zugehörigkeit zu einem Staat oder Volk nicht aussuchen konnten, sondern denen sie durch Abstammung und Geburt zugeschrieben wurden. Im Kontext von Krieg und bewaffneten Konflikten hat Kollektivhaftung wiederholt zu Menschenrechtsverletzungen geführt und gilt als Verletzung der Genfer Konvention.

## Ethik und Recht
Die Annahme der Kollektivschuld wird mit einer moralischen Verantwortung durch die Zugehörigkeit zu der Gruppe begründet, nicht durch die individuelle Schuldzurechnung. In westlichen Gesellschaften ist dies nicht mit der Moral und dem Gesetz zu vereinbaren. So beruht z. B. das moderne Strafrecht in europäischen Staaten auf dem Grundsatz einer individuellen Verantwortlichkeit. In vielen Teilen der Welt und früher auch in Europa hingegen war kollektivistisches Denken weit verbreitet, nach dem der Einzelne Teil eines Kollektivs (Familie, Klan, Volk) ist und für Taten z. B. von Familienangehörigen bestraft werden kann.

## Kollektivschulddebatte zu Krieg und Holocaust

### Alliierte Vorwürfe

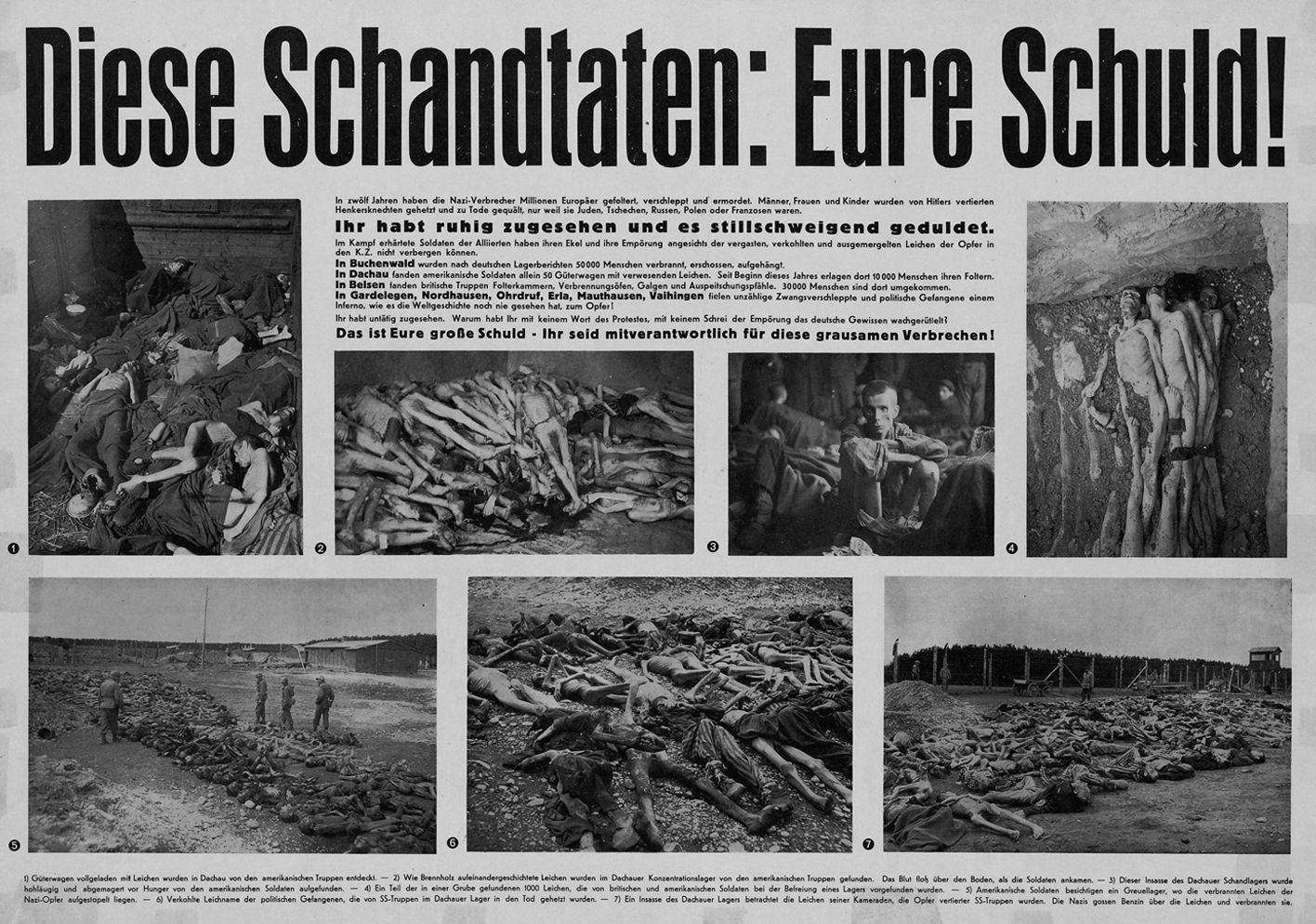
„Diese Schandtaten: Eure Schuld!“ Eines der Plakate der Kollektivschuld-Kampagne.

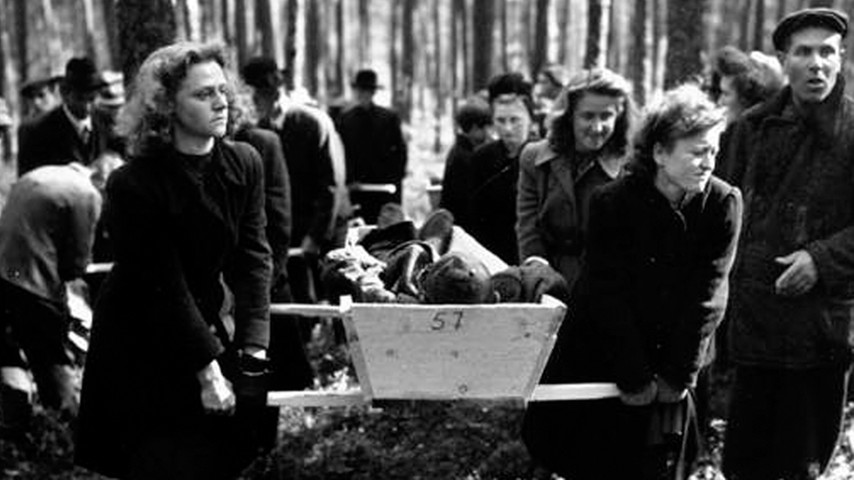
Exhumierungen von Toten und Leichentransport durch die Bevölkerung rund um Neunburg

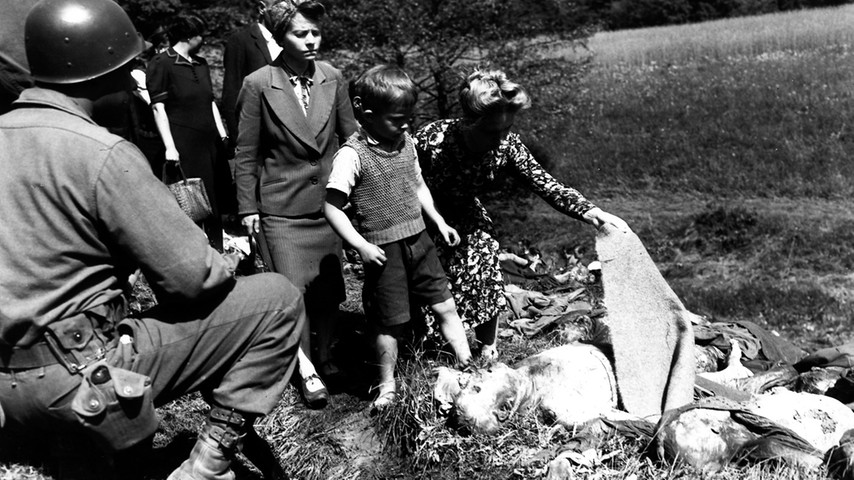
Deutsches Kind beim Anblick von Opfern des KZ Buchenwald in Nammering

Die Ideen einer Kollektivschuld der Deutschen an der verbrecherischen Kriegführung Deutschlands und demzufolge ihrer kollektiven Bestrafung dafür entstanden nicht im US-amerikanischen und britischen Volk, sondern auf höheren Ebenen der Politik ihrer Länder. Erst gegen Ende des Krieges begann die amerikanische Öffentlichkeit dem deutschen Volk kollektive Verantwortung zuzuweisen. Bereits im Jahr 1944 hatten prominente Meinungsführer in den USA eine Propagandakampagne (die bis 1948 fortgesetzt wurde) für einen harten Frieden für Deutschland mit dem Ziel initiiert, die scheinbare amerikanische Gewohnheit zu beenden, Nationalsozialisten und deutsches Volk als getrennte Einheiten zu betrachten. Die Psychological Warfare Division unternahm eine psychologische Propaganda-Kampagne, um eine deutsche kollektive Verantwortung zu entwickeln. In Verbindung damit war der Vansittartismus bei den Westalliierten von großer Bedeutung. Derartige Auffassungen sorgten innerhalb von Teilen des Widerstandes gegen den Nationalsozialismus, wie dem Kreisauer Kreis und den Verschwörern um das Attentat vom 20. Juli 1944, für antiwestliche Stimmungen gegen Kapitalismus und Materialismus, was, Axel von dem Bussche zufolge, auch bei Claus Schenk Graf von Stauffenberg der Fall gewesen sein soll. Das wichtigste politische Dokument, das Elemente der Kollektivschuld und der kollektiven Bestrafung enthält, ist JCS 1067 von Anfang 1945.
Nach dem Krieg führte die Psychological Warfare Division des SHAEF eine Kollektivschuld-Kampagne durch: zum Beispiel mit Plakaten und Filmen wie Die Todesmühlen. Die alliierte Kollektivschuld-Richtlinie wurde später aufgehoben, weil sie das neue Ziel der Demokratisierung behinderte.
Direktive Nr. 1 von Robert A. McClure, Leiter der Information Control Division und Spezialist für Psychologische Kriegsführung, an die USA Heeresgruppenpresse erläutert das Verfahren:
„Die ersten Schritte der Reeducation werden sich streng darauf beschränken, den Deutschen unwiderlegbare Fakten zu präsentieren, um ein Bewusstsein von Deutschlands Kriegsschuld zu erzeugen sowie einer Kollektivschuld für solche Verbrechen, wie sie in den Konzentrationslagern begangen wurden.“
Am 20. Juli 1945 – dem ersten Jahrestag des gescheiterten Versuchs, Hitler zu töten – wurde das Attentat überhaupt nicht erwähnt. Der Grund dafür war, dass man glaubte, wenn die deutsche Bevölkerung daran erinnert würde, dass es aktiven deutschen Widerstand gegen Hitler gab, so würde dies die alliierten Bemühungen, der deutschen Bevölkerung ein Gefühl der kollektiven Schuld zu vermitteln, untergraben.
Nach Norbert Frei wurde die Kollektivschuldthese von den Westalliierten in der Nachkriegszeit – abgesehen von einzelnen Maßnahmen, etwa den Zwangsbesichtigungen von Stätten der NS-Verbrechen wie dem KZ Buchenwald – zwar durchaus vertreten, aber eben nicht praktiziert. In den Entnazifizierungsverfahren sei im Gegenteil jedes Mal individuelle Schuld geprüft worden.

### Deutsche Reaktionen
Während 1946 noch 78 Prozent der Bevölkerung der Westzonen die ersten Nürnberger Prozesse nach dem Zweiten Weltkrieg als gerecht empfanden, war diese hohe Zustimmungsquote nach Umfragen amerikanischer Demoskopen vier Jahre später auf 38 Prozent gesunken. Die Internierungspraxis der Alliierten, die erzwungene Konfrontation mit den Hinterlassenschaften der Konzentrationslager, die Entnazifizierung von früheren Vertretern des NS-Regimes, die Strafverfahren vor zivilen und militärischen Gerichten wurden zunehmend als Siegerjustiz empfunden. Die Nürnberger Prozesse, in denen jeweils ausgewählte Spitzenrepräsentanten des NS-Regimes verurteilt worden waren, galten als inszenierte „Stellvertreterprozesse“, in denen eine „Kollektivschuld“ der Deutschen bewiesen werden sollte. Auf dem Hintergrund eines diffusen Gefühls von Komplizenschaft wurde eine Entlastung aller Deutschen von einem „Kollektivschuldvorwurf“ gefordert. In apologetischer Form wurde behauptet, nur Adolf Hitler, die NS-Führung bzw. die gesellschaftlichen Eliten sollten für Krieg und Völkermord verantwortlich gewesen sein, nicht das gesamte deutsche Volk oder der einzelne Täter. Wie Norbert Frei darstellt, hatte die Annahme, es würde den Deutschen eine Kollektivschuld vorgeworfen werden, in der Hauptsache dazu gedient, diesen Vorwurf in ritueller Empörung immer zurückweisen zu können. Dieser Diskurs sei „Ausdruck der fortbestehenden volksgemeinschaftlichen Solidarisierungsbedürfnisse“ gewesen und habe im Zusammenhang gestanden mit den in den 1950er Jahren verbreiteten Forderungen nach einer Amnestierung der verurteilten NS- und Kriegsverbrecher sowie generell nach einem Schlussstrich unter die NS-Vergangenheit. Ähnlich argumentiert der Sozialwissenschaftler Samuel Salzborn: Durch Verdrängen bzw. Verschweigen der „ursächlichen Zusammenhänge von deutscher Volkstums- und Vernichtungspolitik auf der einen und Umsiedlung der Deutschen und Bombardierung deutscher Städte als Konsequenz dieser Politik auf der anderen Seite“ solle der „historische Kontext“ verschleiert werden. Weiter schreibt er anhand einer Analyse von Äußerungen der AfD-Politiker Björn Höcke und Alexander Gauland: „Dem stets halluzinierten Vorwurf einer deutschen Kollektivschuld, den es tatsächlich von alliierter und assoziierter Seite als politische Handlungsmaxime nicht gegeben hat […], wird mit einer Geschichtsinterpretation begegnet, die geradewegs auf die Schaffung eines Mythos deutscher Kollektivunschuld zusteuert.“
Noch heute gehört die Behauptung, die Deutschen seien einem Kollektivschuldvorwurf ausgesetzt oder ausgesetzt gewesen, zur rechten Rhetorik. Der konservative Martin Hohmann, damals CDU (mittlerweile AfD), wehrte sich zum Beispiel 2003 in einer Rede zum Tag der Deutschen Einheit gegen angebliche Behauptungen, die Deutschen seien ein „Tätervolk“, indem er die gleiche Behauptung gegen die Juden richtete und sie mit Zitaten aus einem antisemitischen Pamphlet untermauerte. Daraufhin wurde er aus der CDU ausgeschlossen.
Auch in der Rhetorik deutscher Rechtsextremisten und Rechtskonservativer spielt die Aussage, man sei mit einem Kollektivschuldvorwurf konfrontiert, eine tragende Rolle. Damit werden die Reeducation-Programme der Alliierten nach 1945, die Demilitarisierung Deutschlands und die Reparationen für die von Deutschland angerichteten Kriegsschäden delegitimiert. Darüber hinaus bietet sie Gelegenheit, in exkulpatorischer Absicht auf alliierte Kriegsverbrechen zu verweisen, eine angebliche jüdische Mitschuld an der NS-Herrschaft zu behaupten oder den Holocaust zu relativieren.
Auch von den beiden Volkskirchen und von der Politik wurde eine deutsche Kollektivschuld zurückgewiesen. Bundespräsident Theodor Heuss schlug stattdessen den Begriff „Kollektivscham“ vor; auch Richard von Weizsäcker betonte in seiner viel beachteten Rede Zum 40. Jahrestag der Beendigung des Krieges in Europa und der nationalsozialistischen Gewaltherrschaft, die er am 8. Mai 1985 vor dem Deutschen Bundestag hielt: „Schuld oder Unschuld eines ganzen Volkes gibt es nicht“, rief aber gleichzeitig dazu auf, kollektiv die Verantwortung für das nationalsozialistische Unrecht zu akzeptieren. Weizsäcker bezeichnet diese Haltung als „Kollektivhaftung“.

### Einzelne Stimmen
„Es ist undenkbar, dass die Mehrheit aller Deutschen verdammt werden soll mit der Begründung, dass sie Verbrechen gegen den Frieden begangen hätten. Das würde der Billigung des Begriffes der Kollektivschuld gleichkommen, und daraus würde logischerweise Massenbestrafung folgen, für die es keinen Präzedenzfall im Völkerrecht und keine Rechtfertigung in den Beziehungen zwischen den Menschen gibt.“ (aus dem Urteil der Alliierten in den Nürnberger Kriegsverbrecherprozessen gegen die I.G. Farben, 29. Juli 1948).
Der Psychologe Viktor Frankl argumentierte gegen das Konstrukt der Kollektivschuld: „es gibt nur zwei Rassen von Menschen, die Anständigen und die Unanständigen.“
Der britisch-jüdische Verleger Victor Gollancz wandte sich 1945 in seinem Artikel „What Buchenwald Really Means“ gegen das Konzept einer deutschen Kollektivschuld. Er begründete dies damit, dass Hunderttausende von nichtjüdischen Deutschen ebenfalls Opfer der nationalsozialistischen Verfolgungen waren und noch mehr durch den NS-Terror zum Schweigen gebracht worden seien. Auch wären britische Staatsbürger, die nichts unternommen hätten, um die Juden zu retten, obwohl sie im Gegensatz zu den Deutschen in einer Demokratie lebten, ebenfalls nicht unschuldig.
Benjamin Sagalowitz schrieb 1950 in einem Reisebericht für den Jüdischen Weltkongress:
„Die Antwort auf die entscheidende Frage, ob irgendeine Aussicht auf eine echte Änderung in Verhalten und Standpunkt des deutschen Volkes besteht, ist eng mit dem Problem der Kollektivschuld verknüpft, d. h. mit Deutschlands Haltung zu seiner Nazi-Vergangenheit. Eine klare Definition des Begriffes „Kollektivschuld“ ist unentbehrlich, wenn man das Für und Wider dieser Frage einschätzen will. Wenn Juden über Deutschlands Kollektivschuld reden, meinen sie die Verantwortung der deutschen Nation als solcher für die Verbrechen, die in ihrem Namen vom Naziregime verübt wurden. Es geht also um die historische Schuld Deutschlands als einer kollektiven politischen Einheit. […] Etwas ganz anderes ist es festzustellen, ob eine „Solidarschuld“ vorliegt, d. h., ob man jeden einzelnen Deutschen der Naziverbrechen für schuldig halten sollte – aus dem einfachen Grund seiner Zugehörigkeit zur deutschen Nation. Dies ist weder die Auffassung der Juden noch die der Alliierten. Die unterschiedlichen Kriegsverbrecherprozesse sind ein ausreichender Beweis, dass nur die aufgrund einer persönlichen Schuld Verurteilten […] bestraft werden.“
Sagalowitz argumentierte, dass alle Welt auf die Verantwortung der USA, Großbritanniens, der Sowjetunion oder Israels verweise, wenn es z. B. um das Schicksal der arabischen Flüchtlinge aus Palästina oder um die Teilung Deutschlands gehe; in dieser Weise gebe es auch eine Verantwortung Deutschlands. Auch Leo Baeck unterschied politische Schuld von strafrechtlicher Schuld, er sprach von der Gesamtverantwortung Deutschlands.
Ralph Giordano wollte 1947 nicht von „Kollektivschuld“ sprechen. Es habe eine Minderheit von Deutschen gegeben, die ihrem Gewissen und nicht dem Führer gefolgt sei. Die Mehrheit habe jedoch kein Recht, sich dadurch entlastet zu fühlen und von deren Anständigkeit zu profitieren, besonders weil sie sich auch heute noch von dieser Minderheit distanziere. Giordano sah die Hauptschuld der Millionen in ihrem Schweigen dem Unrecht gegenüber, dem sie täglich, stündlich überall begegneten. Bereits 1945 schrieb der Frankfurter Rabbiner Leopold Neuhaus in der Frankfurter Rundschau zum Jahrestag der sogenannten Reichskristallnacht, dass sich diejenigen, die zugesehen und die Zerstörung hätten geschehen lassen, mitschuldig gemacht hätten. Eine Rolle in der Diskussion um die Kollektivschuld spielte auch das Nutznießertum, das als Mitschuld begriffen wurde. Zwar gab es nach dem Krieg vielfach auch Verständnis und Hilfsbereitschaft für die Juden, aber es fehlte zunächst der Wille zur Wiedergutmachung und in Tausenden von Fällen versuchten Deutsche, Besitz zu behalten, der Juden gestohlen worden war.

## Beispiele aus der Religion
- Aus dem Alten Testament ist die Vorstellung bekannt, dass eine Gruppe vom Unglück heimgesucht wird, weil einzelne ein Vergehen oder Verbrechen begangen haben.
- Der Vorwurf des kollektiven Gottesmords an die Juden war seit etwa 190 zentraler Bestandteil des christlichen Antijudaismus. Ob bereits das Neue Testament den Juden eine Kollektivschuld an der Kreuzigung Jesu zuschreibt, ist in der Debatte um Antijudaismus im Neuen Testament umstritten.
- Verbreitet ist im christlichen Gedankengut auch die Vorstellung einer Erbschuld aufgrund einer so genannten Erbsünde der Menschheit, die mit der Geburt jedem Menschen neu anhaftet und durch den Zeugungsakt weitervererbt würde. Diese Lehre wurde im 4. Jahrhundert von Augustinus von Hippo geprägt. Im Neuen Testament wird eine Kollektivschuld des Menschen im Brief des Paulus an die Römer mit der Textstelle: „In Adam und Eva haben alle gesündigt“ begründet. Nach den Zehn Geboten wird die individuelle Schuld einer Person bis in die dritte und vierte Generation ihrer Nachkommen weiterverfolgt.

## Beispiel aus dem Sport
Vom Deutschen Fußball-Bund wird das Prinzip der Kollektivschuld heute noch praktiziert: „Anhänger, Fans und Verein stellen eine Einheit dar. Die Verurteilung … erfolgt aufgrund der gefestigten Rechtsprechung, dass einem Verein das Fehlverhalten seiner Anhänger zugerechnet wird, auch wenn ihn selber kein Verschulden trifft…“
Basierend auf diesem Prinzip wird auf Fehlverhalten in den Stadien auch gegen Fans immer wieder mit Kollektivstrafen reagiert, beispielsweise durch Sperren einzelner Zuschauerblöcke oder ganzer Stadien für die Öffentlichkeit. Gegen solche Kollektivstrafen wird sowohl von Fans als auch von Experten scharfe Kritik geübt, weil der präventive Effekt umstritten ist. Eine britische Studie über englische Fußballfans legt nahe, dass Kollektivstrafen sogar kontraproduktiv sein könnten und stattdessen andere, den Dialog stärkende Maßnahmen, vorzuziehen wären. Inwieweit diese Studienergebnisse auch auf die organisiertere Fankultur im deutschsprachigen Raum übertragbar ist, ist unklar.

## Beispiel Antisemitismus
Die früheren eher religiös bedingten Ursachen des Antisemitismus treten immer mehr in den Hintergrund und werden durch israelbezogenen Antisemitismus ersetzt. Hierbei wird den in der Diaspora lebenden Juden eine Kollektivschuld an der Politik der israelischen Regierung, insbesondere gegenüber den Palästinensern, zugesprochen. Dabei wird auch das Existenzrecht Israels in Frage gestellt.

## Beispiele aus der Geschichte
- Die deutsche Volksgruppe in Jugoslawien wurde mit den Beschlüssen des Antifaschistischen Rats der Nationalen Befreiung Jugoslawiens (AVNOJ) vom 21. November 1943 und am selben Datum 1944 ohne Gerichtsverfahren und unter Anwendung der These der Kollektivschuld zu Feinden Jugoslawiens erklärt, entrechtet und enteignet.[24]
- Der deutschen Volksgruppe in Rumänien wurde von den von der Sowjetunion eingesetzten rumänischen Behörden eine Kollektivschuld an der „Teilnahme Rumäniens am antisowjetischen Krieg und der Besetzung Rumäniens durch Nazideutschland“ zugewiesen. Es folgten Entrechtung, Enteignung und Diskriminierung; Beispiele sind die Enteignung in Rumänien 1945, die Verschleppung von Rumäniendeutschen in die Sowjetunion und ihre Deportation in die Bărăgan-Steppe.[25][Anmerkung 2]